# الأميرة وي يونغ
الأميرة وي يونغ هو مسلسل صيني من بطولة تيفاني تانغ، لوه جين وفانيس وو، عرض المسلسل في الفترة من 11 نوفمبر حتى 9 ديسمبر 2016.

## روابط خارجية
الأميرة وي يونغ على موقع IMDb (الإنجليزية)
- الأميرة وي يونغ على موقع كينوبويسك (الروسية)
- الأميرة وي يونغ على موقع قاعدة بيانات الفيلم (الإنجليزية)